# Caryophyllia horologium
Caryophyllia horologium är en korallart som beskrevs av Stephen D. Cairns 1977. Caryophyllia horologium ingår i släktet Caryophyllia och familjen Caryophylliidae. Inga underarter finns listade i Catalogue of Life.